# Objektivt ansvar
 Denne artikel omhandler overvejende eller alene danske forhold. Hjælp gerne med at gøre artiklen mere almen.
Objektivt ansvar er den juridiske definition af et udvidet ansvarsgrundlag. Så objektivt ansvar kan forstås som et skærpet ansvar. Objektivt ansvar gælder, selv hvis "skaden er hændelig."
Objektivt ansvar er hjemlet (fastsat ved lov eller domstolspraksis) – og som ikke kræver, at skadevolder har handlet culpøst. Dermed er skadevolder erstatningsansvarlig, også uden at have handlet forsætligt eller uagtsomt.
Eksempelvis er der objektivt ansvar for bilister, i henhold til § 101 i færdselsloven og hundeejere jf. § 8 i "Hundeloven" ("Bekendtgørelse af lov om hunde"). I retspraksis (præcedens) er der udviklet objektivt ansvar for pilotering, i dommen om Aalborg Kloster, U.1968.84 H.

## Ekstern henvisning
- ↑ Bekendtgørelse af lov om hunde, populært kaldet "Hundeloven"